# 홍콩 경무처

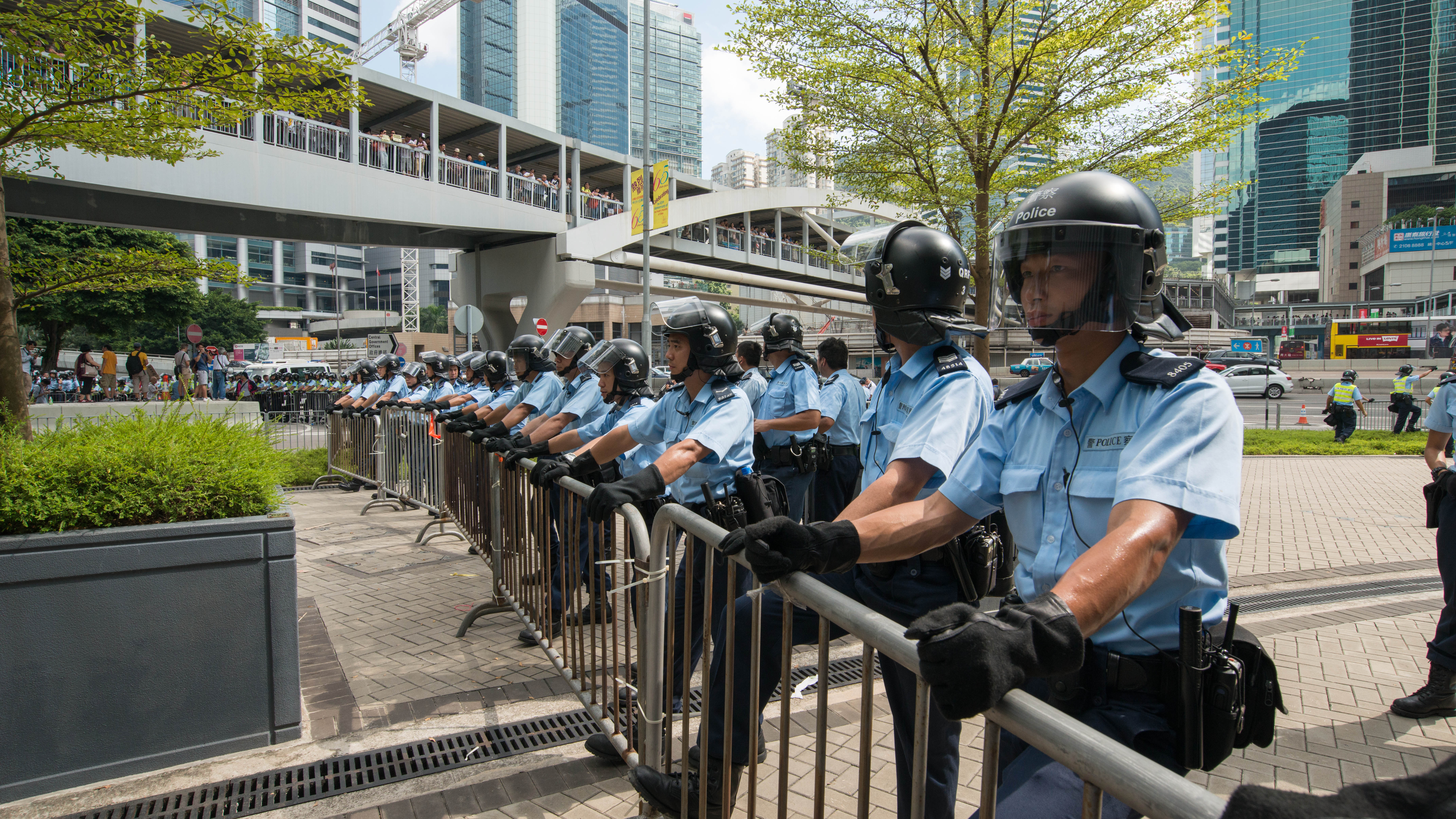

홍콩 경무처(香港警務處)는 영국 식민지 정부의 홍콩 정청과 현재 홍콩 특별행정구 정부가 설치한 경찰이다. 홍콩 특별행정구 정부 보안국의 관할로, 홍콩을 총괄하고 있다. 홍콩 정청 시대에는 왕립 홍콩 경찰(Royal Hong Kong Police)이라고 불리었다.